# Nacional Potosí
Club Atlético Nacional Potosí is een Boliviaanse voetbalclub uit Potosí. De club werd opgericht op 24 maart 1942. De thuiswedstrijden worden in het Estadio Mario Mercado Vaca Guzmán gespeeld, dat plaats biedt aan 18.000 toeschouwers. De clubkleuren zijn wit-rood.

## Erelijst
- Copa Simón Bolívar (2)

2008, 2010
Always Ready ·
Atlético Palmaflor ·
Aurora · 
Blooming · 
Bolívar · 
Guabirá · 
Independiente Petrolero · 
Jorge Wilstermann · 
Libertad Gran Mamoré · 
Nacional Potosí · 
Oriente Petrolero · 
Real Santa Cruz · 
Real Tomayapo · 
Royal Pari ·  
The Strongest · 
Universitario de Vinto · 
Vaca Díez ·